# Pratyabhijna

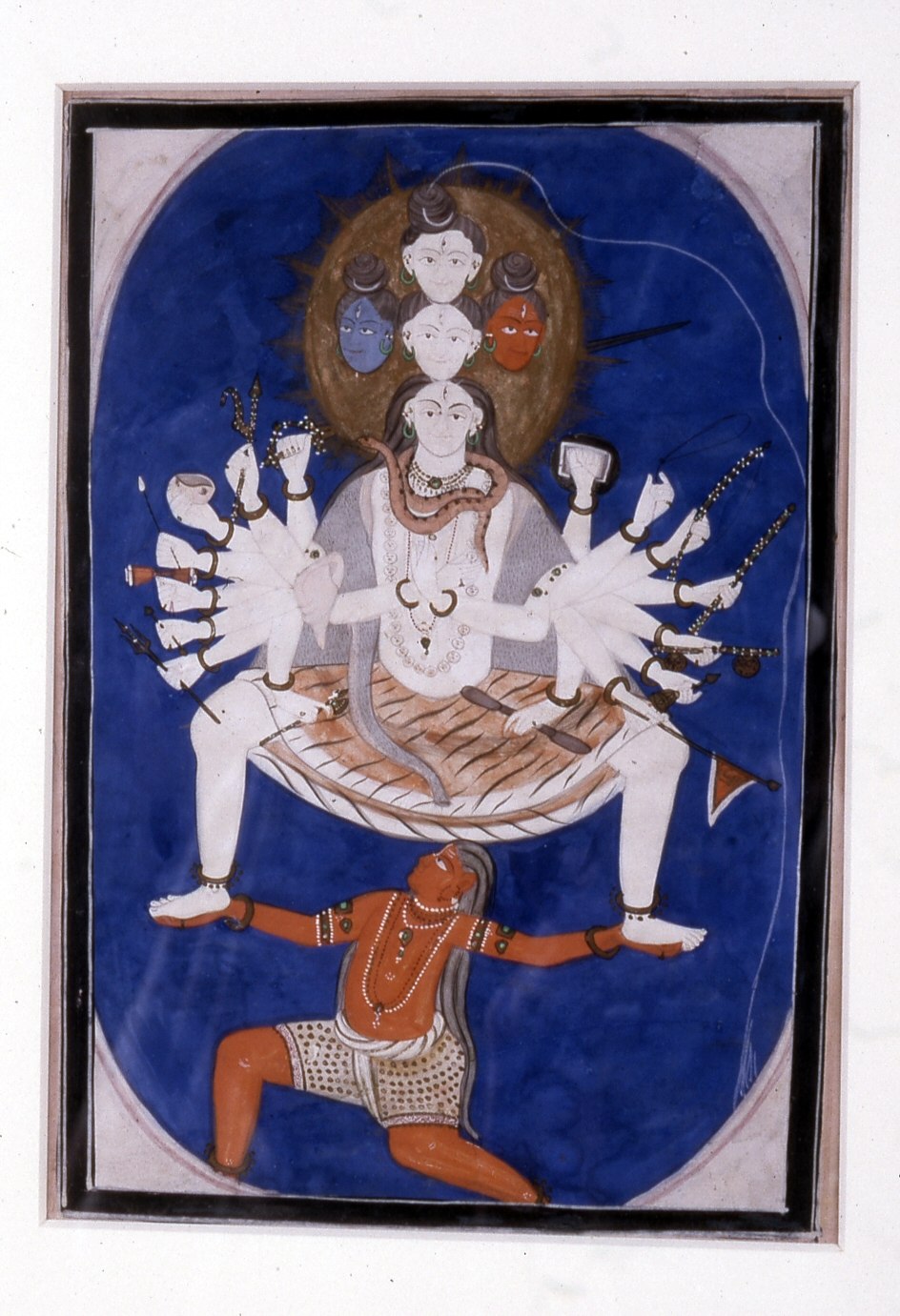
Xiva sob a forma de Bhairava Svacchanda dançante, com 18 braços representando os 18 poderes (xáctis), tal como o Conhecimento, a Lei e o Som. Para pensadores dessa escola, Bhairava é a Consciência Suprema. Kshemaraja o explica como sendo aquele que, pelo próprio livre-arbítrio espontâneo, cria o universo como o seu jogo, em um êxtase eterno. Xiva, ou Bhairava, é a realidade suprema para os adeptos do Pratyabhijñā.

Pratyabhijñā ou Pratyabhigyā ( em sânscrito:  प्रत्यभिज्ञा, transl. pratyabhijñā, literalmente "reconhecimento") é uma escola de filosofia idealista, monista e teísta no xivaísmo da Caxemira que se originou no século IX d.C. O termo Trika ("Tríade", em referência às várias tríades existentes no sistema, como a de vontade, cognição e ação) foi usado por Abhinavagupta para representar todo o xivaísmo da Caxemira, ou para designar o sistema Pratyabhijñā.
É o ramo idealista do xivaísmo da Caxemaria que desenvolveu o sistema mais sofisticado e influente de teologia xaiva, contrapondo-se à ortodoxia indiana. Em meio ao contexto de tensão entre a tradição escriturística de conhecimento revelado (ágama) e o raciocínio lógico (yukti), sua culminância se deu nas investigações epistemológicas (pramana) dos próprios ágamas pelos pensadores do Pratyabhijñā.
O nome do sistema é derivado de sua obra mais famosa, Īśvara-pratyabhijñā-kārikā de Utpaladeva.:254 Etimologicamente, pratyabhijñā é formado de prati- ("re-") + abhi- ("de perto") + *jñā ("saber"), então o significado é "conhecimento direto de si mesmo", "reconhecimento".:117
A tese central desta filosofia é de que tudo é consciência absoluta, denominada Xiva, e que é possível "reconhecer" esta realidade fundamental e ser libertado das limitações, identificando-se com Xiva e imergindo em beatitude. Assim, o escravo (paśu: a condição humana) se livra dos grilhões (pāśa) e se torna o mestre (pati: a condição divina).:254

## Mestres e textos
O sistema Pratyabhijñā teve um período de intenso desenvolvimento entre os séculos IX e XI,:409 com uma linhagem de mestres e discípulos que escreveram tratados e poesia mística.
O fundador da escola Pratyabhijñā foi Somananda (875–925); seu trabalho Śivadṛṣṭi é a base do sistema.:3 Nele, elaborou de forma filosófica e argumentativa o problema da Realidade Última, criticando os gramáticos, os xactas, os budistas e os darxanas. Ele foi seguido por seu filho e discípulo Utpaladeva (900–950) que escreveu o tratado mais importante do sistema, Īśvara-pratyabhijñā-kārikā, um tratado filosófico discutindo a doutrina fundamental da escola e comparando-a com diversas escolas rivais, analisando as diferenças e refutando-as no estilo da lógica budista. Assim, ele popularizou nesse texto e em outros a doutrina filosófica distinta da escola, do "Reconhecimento"; o nome da escola deriva do título desta sua obra principal; no resto da Índia, toda a filosofia xivaíta da Caxemira era algumas vezes referida pelo nome Pratyabhijñā Śāstra.:3:254 Utpaladeva declarou a escola como um "novo caminho" (margo navah), o que era incomum na filosofia indiana, em que outras escolas costumavam fazer referência à tradição histórica.
Outro importante mestre desta escola é Abhinavagupta, que foi ensinado pelo professor Lakshmanagupta, discípulo de Utpaladeva. Ele fazia também parte da vertente Spanda e realizou uma síntese entre várias escolas do xivaísmo de Caxemira na sua magnum opus, Tantrāloka;:3 Abhinavagupta também escreveu dois comentários sobre Īśvara-pratyabhijñā-kārikā. O discípulo de Abhinavagupta, Kshemaraja, escreveu um resumo do Pratyabhijñā chamado Pratyabhijñāhṛdayam, A Essência do Reconhecimento, que é a introdução mais popular ao sistema.:3:305

## Contexto

### Em relação ao Advaita Vedanta
No que diz respeito ao problema de como o mundo surge, Utpaladeva rejeita a teoria Advaita Vedanta da ignorância eterna e independente (avidyā), a qual afirmava que Bramã (a consciência absoluta) está sendo afetado por avidyā (ignorância eterna) por sobreposição, com a resultante escravização da consciência inativa e sujeita à vida mundana. No xivaísmo da Caxemira, avidyā (ignorância) e seu aspecto cósmico, maiá (ilusão), nada mais são do que Xácti, o poder de Xiva; como Xácti, são reais para seres limitados, mas são simples manifestações de consciência para Xiva.:25
No Advaita Vedanta, no que diz respeito ao ser limitado (jīva), toda atividade pertence ao intelecto (buddhi); no xivaísmo da Caxemira, a atividade também é atribuída a átmã, que não é inerte, mas possuidor das cinco ações de criação, manutenção, dissolução, ocultação e graça. Um jīva libertado, no Advaita Vedanta, é libertado do universo—mas aqui no Pratyabhijñā, o universo aparece como a verdadeira consciência do Eu, uma massa de consciência e beatitude.:25
No Advaita Vedanta, a consciência (cit) é apenas luz (prakāśa), mas no Pratyabhijñā também é atividade, capacidade de fazer.:24

### Comparado com outras escolas xivaítas da Caxemira
No contexto do xivaísmo da Caxemira, Pratyabhijñā é às vezes classificado como śāmbhavopāya (o caminho de Shambhu, ou seja, Xiva), e outras vezes como aṇupāya (o não-caminho). Śambhavopaya e Anupaya são classes de práticas relacionadas diretamente à consciência; em contraste, as duas classes inferiores de prática são Śaktopaya—o caminho de Xácti, que se relaciona com a mente—e Anavopaya—o caminho do ser limitado, que se relaciona com o corpo físico. Assim, Pratyabhijñā é considerado o caminho mais curto e direto para a libertação, uma evolução [ discutir ] baseada apenas na consciência.
Embora compartilhe as mesmas práticas relativas à ascensão da kundalini no canal intermediário (sushumna nadi), Pratyabhijñā afirma a progressão instantânea, enquanto a escola Krama afirma que há uma progressão gradual.:362
No que diz respeito à escola Spanda, Pratyabhijñā é mais filosófica, colocando ênfase na realização instantânea (reconhecimento) do Absoluto, enquanto a escola Spanda é mais prática (conforme seu texto fundamental, Spandakārikā), e coloca sua ênfase no aspecto da "energia vibratória" da consciência.

### Em relação ao Budismo
A diferença mais importante entre Pratyabhijñā e o budismo está relacionada ao fundamento ontológico último: enquanto o budismo não afirma os conceitos de alma imutável e independente (pelo ensino do anatta/anatman) e deus criador (Íxvara), os xivaítas da Caxemira os colocam no topo de seu modelo de mundo.
Em seu tratado filosófico Īśvara-pratyabhijñā-kārikā, Utpaladeva também rejeita a teoria vasana (o modelo onírico do mundo) da escola sautrântica de filosofia budista; ele sugere outro modelo de idealismo: Xiva, que é consciência pura, manifesta todos os objetos internamente, em virtude de seu livre arbítrio, svātantrya, e os objetos aparecem como reais e externos aos seres limitados. Ele apela à analogia da famosa materialização de objetos por iogues avançados, puramente através do uso dos seus poderes psíquicos.

## Princípios

### Ābhāsa-vādaeSvātantrya-vāda
Ābhāsa (ā–, "leve", bhāsa–, "manifestação"), isto é, aparência de forma limitada, ou "leve manifestação de Xiva":18 é a teoria da manifestação no Pratyabhijñā. A consciência suprema (samvit) é como um espelho e o universo é como um reflexo que aparece nele. A analogia do espelho é frequentemente usada para explicar abhāsa porque um espelho, como a consciência, pode conter uma infinidade de imagens diferentes sem ser afetado.
O Pratyabhijñā afirma que o universo aparece como um ābhāsa no espelho da consciência suprema, samvit, mas diferentemente de um espelho físico que precisa de um objeto externo para formar um reflexo, a imagem no espelho de samvit é projetada pelo próprio samvit – esta atividade é chamada svātantrya, poder de vontade. Em outras palavras, o universo aparece dentro de samvit porque Xiva assim o deseja.

O Advaita Vedanta propõe uma teoria do universo um tanto semelhante como uma ilusão sobreposta à consciência. A diferença no Pratyabhijñā é que a causa da manifestação não é um princípio eterno de ignorância separado (avidyā), mas a vontade de Xiva, e a própria criação é ontologicamente real, não apenas uma ilusão. Assim, Xiva se autolimita e cria a alteridade não como um sentido depreciativo ilusório de maiá, mas como uma criação beatífica em que ele se bifurca para se autoconhecer e para dar espaço ao seu próprio jogo, conforme Abhinavagupta escreve:
"O Senhor Supremo, que tem a natureza da consciência, faz do Seu próprio Ser um objeto de cognição, mesmo que não seja um objeto de cognição, porque o Cognoscente é unitário (...) à medida que Ele apreende de forma reconhecida o Seu Ser, então porque tudo está contido Nele, Ele aparece como azul, etc." 
A tese do Pratyabhijñā é também diametralmente oposta àquela dos idealistas budistas vijñānavadins: os idealistas budistas afirmavam que os objetos conhecidos não poderiam existir independentemente da mente do sujeito e que eles eram momentâneos; além do mais, diziam que os objetos não são parte de uma consciência e que não há evidência para a existência de objetos externos, meramente aparecendo assim devido à ignorância do sujeito. Para Abhinavagupta, não há nada externo à consciência e os objetos fazem parte da realidade suprema. Os budistas afirmavam que não havia nenhum agente permanente do dinamismo do universo e de suas ações, enquanto no Pratyabhijñā é proposta uma teoria da causalidade em que o agente da manifestação é o livre-arbítrio de Xiva. A consciência e subjetividade é o substrato da causa e efeito, e Jayaratha (século XII) afirma: "O inerte não poderia ter poder para trazer ao ser o inexistente, portanto a relação de causa e efeito é realmente a de agente e agência". A consciência pessoal limitada é uma causa concomitante, considerada como apenas como um fator no processo causal em meio à verdadeira agência de Xiva, a única agência do universo (ver também ocasionalismo).
A manifestação é feita de ābhāsas, que nada mais são do que a ideação de Xiva aparecendo como objetos empíricos.:19
Assim, todas as coisas são ābhāsa: terra, água, fogo, etc. Todas as suas qualidades são ābhāsa. Abasas complexos são compostos de abasas mais simples, culminando com o mundo inteiro.
Paradoxalmente, embora os ābhāsas tenham a natureza da consciência, eles também existem externamente por serem manifestados através do poder de ocultação (maiá) por Xiva. Um meditador avançado é capaz de ver o mundo como ābhāsa, um flash de consciência (chit) e beatitude (ānanda), idêntico ao seu próprio eu (ātman) e não diferenciado (abheda). Em outras palavras, a luz da consciência brilha de dentro do objeto de percepção, como uma intuição, um tipo de visão direta sobre-humana.
Se o universo for contemplado do ponto de vista da manifestação, ele aparece como ābhāsa, mas quando contemplado do ponto de vista da Realidade Última, aparece como svātantrya. Svātantrya é o conceito complementar de ābhāsa que representa o impulso inicial de manifestação. A teoria do svātantrya afirma que Xiva, a Realidade fundamental, aparece como sujeitos e objetos distintos, mas isso não esconde a sua verdadeira natureza.:17 Assim, o livre arbítrio de Xiva, que é unidade absoluta, é para manifestar, criar multiplicidade. Este impulso para criar é a natureza lúdica (lilā) de Xiva.

### O mundo

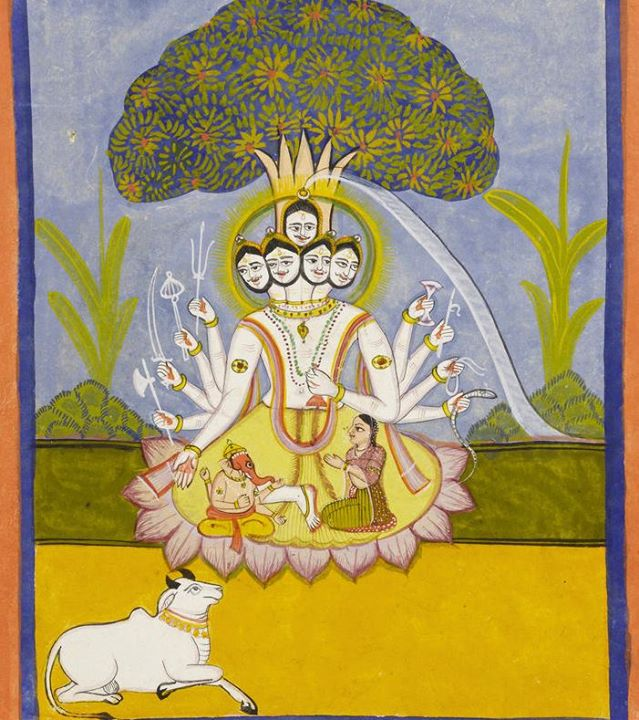
Xiva sendo adorado por Parvati e Ganexa, c. 1840. Sob a imagem de Bairava de cinco cabeças, ele é a forma de Xiva mais encontrada nos textos do xivaísmo da Caxemira. O simbolismo tântrico, como na história dos atos violentos de Bairava que decapitara um dos crânios de Bramã, pode ter sido esquecido e literalizado por outros grupos xivaítas, mas Abhanavagupta os interpretava como fenômenos internos da consciência.

O conceito de ābhāsa concentra-se na natureza essencial da manifestação. A fim de analisar em detalhes a natureza das coisas (tattva - literalmente "talidade", qualidade de tal coisa), o sistema Pratyabhijñā se apropriou da ontologia de 25 tattvas do Sânquia e a melhorou expandindo os tattvas superiores. Em vez de Espírito (Puruxa) e Natureza (Pracriti), o xivaísmo da Caxemira tem cinco "tattvas puros" representando a Realidade Última e depois mais seis representando o processo de ocultação (māyā) que traduz a Realidade pura não-dual para o mundo limitado no tempo e no espaço e seus sujeitos.

### Alma
Abhinavagupta desenvolveu argumentos para a existência de um eu ou alma fazendo frente contra o contexto budista que afirmava a não existência de um self permanente: os budistas afirmavam que a série de cognições impermanentes em fluxo (santāna) dava origem à ilusão de um eu permanente, mas Abhinavagupta retruca com a evidência imediata de que reconhecemos um eu com o poder do conhecimento (por exemplo na frase "eu conheço"), e que o eu ilumina os objetos com a própria luz e seu autoilumina. Também afirma que as memórias, mesmo mutáveis, devem estar reunidas em um único sujeito da recordação e da experiência. Esse eu pessoal é coconstituído dentro da consciência absoluta de Xiva, em um idealismo absoluto.
A alma (jivātman) é a projeção de Xiva em manifestação. Ao assumir as cinco limitações (kañcuka) o espírito infinito aparece integrado no espaço e no tempo, com poderes limitados de ação e conhecimento e uma sensação de incompletude.
Estas cinco constrições são o resultado da ação de uma impureza chamada āṇava māla. Sua função é fazer com que o ilimitado pareça limitado e separado do todo. Isto não significa que jīvātman seja limitado, apenas parece assim devido à ignorância. Jīvātman não é criado ou nascido, mas tem o mesmo status que Xiva, realizando em pequena escala as mesmas ações que Xiva realiza em escala universal–criação, manutenção, dissolução, ocultação e graça. Contudo, seus poderes são circunscritos por mālas.
Para abrir o jīvātman para os objetos externos, ele é colocado dentro do corpo sutil, também conhecido como aparelho mental ou puryaṣṭaka–a fortaleza de oito portões da alma. Os oito portões são os cinco elementos–terra, água, fogo, ar, éter mais o sensorial mental (manas), ego (ahamkāra) e intelecto (buddhi).
Jīvātman é ainda limitado por mais duas impurezas, além da primeira, āṇava māla–a limitação da atomicidade. Através da próxima impureza, māyīya māla, as coisas aparecem como duais/diferenciadas. O sujeito limitado, jīvātman, está imerso num mundo repleto de objetos externos, numa dualidade fundamental entre o eu e o não-eu.
Além disso, através da terceira impureza–karma mala– o sujeito tem a ilusão de que é o fazedor, embora limitado em poder. Átmã, por outro lado, quando age, é identificado com Xiva e age como parte de Xiva.
É por isso que a alma limitada é descrita como escravizada (paśu) enquanto Xiva é o mestre (pati). Pela purificação das três impurezas, a alma limitada também pode reconhecer (Pratyabhijñā) sua verdadeira natureza, tornando-se ela mesma pati.

### Impureza
A teoria de māla (que significa "sujeira" ou "impureza") afirma que o eu infinito, átmã, é reduzido e limitado por três forças produzidas por Xiva. Xiva, exercendo seu livre arbítrio–svātāntrya, toma sobre si a contração e se manifesta como incontáveis átomos de consciência (cidaṇu–quantas de consciência). Cidaṇu são envoltos em vestes materiais.
Conforme discutido acima, os três malas são āṇava māla – a limitação da pequenez; māyīya māla – a limitação da ilusão; e kārma māla – a limitação do fazedor. Kārma māla existe no corpo físico, māyīya māla no corpo sutil e āṇava māla no corpo causal. Āṇava māla afeta o espírito e contrai a vontade, māyīya māla afeta a mente e cria dualidade, kārma māla afeta o corpo e cria ações boas e más. Eles correspondem à individualidade, mente e corpo.
Das três limitações, apenas a primeira, āṇava māla, que é a base das outras duas, é impossível de ser superada apenas através do esforço, sem a ajuda da graça divina (śaktipāt). Āṇava māla se manifesta como impressões residuais existentes no corpo causal (mente subconsciente). É o efeito combinado das cinco limitações (kañcuka) tomadas em conjunto, o portal do limitado para o ilimitado, do mundo puro-impuro (bheda-abheda) do ego para a realidade pura dos primeiros cinco tattvas, culminando com Xiva e Xácti.
Māyīya māla se manifesta como a mente. No Pratyabhijñā, a mente é vista como a raiz da ilusão.
Kārma mala manifesta o corpo físico. Sua essência é a limitação do poder de ação e a ilusão da agência individual, cujo efeito é o acúmulo de carma no corpo causal.
A maturidade dos malas de uma pessoa está relacionada ao nível de graça (śaktipāt) que ela é capaz de receber.

### Libertação
No Pratyabhijñā, o conceito de libertação (mokṣa) é o reconhecimento (pratyabhijñā) da consciência original e inata do eu, na qual todo este universo aparece como consciência de Xiva. Esse ser liberado também alcança o que é chamado cid-ānanda (consciência-beatitude). Na sua forma mais elevada, esta bem-aventurança é conhecida como jagad-ānanda, que significa literalmente a beatitude (ānanda) do mundo inteiro (jagat).:27
Em jagad-ānanda o universo aparece como o Ser (ātman). De uma forma prática a definição diz que, quando não há necessidade de sentar-se em meditação para samādhi, isso é jagad-ānanda, porque então nada exceto a consciência suprema (samvit) é percebido. A mente repousa na consciência ilimitada,:354 o interior torna-se exterior e vice-versa, e há uma sensação de unidade e imersão total. Não importa o que o ser liberto esteja fazendo (comer, caminhar e até dormir), ele experimenta a beatitude do nível mais profundo.

## Práticas espirituais
O propósito de Pratyabhijñā é o reconhecimento da natureza Xiva do mundo (e de si mesmo). Para conseguir isso, é necessário induzir um estado modificado de consciência através do uso de Xácti. Xácti, traduzido livremente como energia, é o aspecto dinâmico de Xiva, o elo entre o finito (o sujeito humano) e o infinito (Xiva). Assim surge o princípio fundamental: "Sem a ajuda de Xácti, pratyabhijñā é impossível".
Para despertar Xácti, é prescrita a prática do "desdobramento do meio". O meio tem aqui múltiplos significados: na sua forma mais básica, refere-se ao canal psíquico que passa pela coluna vertebral (susumnā nādī) que é fisicamente o eixo central do corpo. O desdobramento no suṣumnā nādī é alcançado concentrando-se a respiração ascendente (prana) e a respiração descendente (apana) dentro dele. Assim, as duas tendências opostas sendo fundidas, um estado de não diferenciação é alcançado e a energia kundalini ascende.
Outro significado do "meio" é o de vacuidade, mas não se refere à falta de cognição, mas sim à ausência de dualidade na cognição. Existem três manifestações principais da vacuidade no corpo: a inferior – vazio do coração – associado ao chacra cardíaco, o segundo é o vazio intermediário associado ao canal suṣumnā nādī e o terceiro vazio é denominado "supremo" e associado ao chacra coronário. Desdobrar esses três vazios implica uma série de práticas de concentração e entrega da consciência nesses três lugares.[carece de fontes?]
Um terceiro significado de "meio" é "o estado que existe entre as cognições, quando um pensamento terminou e outro ainda não começou". Esses momentos são considerados essenciais para a revelação da verdadeira natureza da mente. As práticas usuais são: destruição do pensamento dual (vikalpa-kṣaya), retirada das energias cognitivas para o coração (śakti-saṅkoca), expansão da consciência não-dual para as percepções externas (śakti-vikāsa) e geração de momentos de hiato no pensamento, quando a consciência pura do Ser pode ser mais fácil de ser apreendida (vaha-ccheda).:4:30

### Pañca-kṛtya– meditação nas cinco ações
Pañca-kṛtya é uma prática geral subjacente a todas as outras práticas. Uma característica essencial do xivaísmo da Caxemira é o conceito de atividade dentro da consciência última. Xiva age, e suas ações mais importantes são em número de cinco: criação, manutenção, dissolução, ocultação e graça. Mas os seres limitados são idênticos a Xiva pois nada existe além de Xiva, portanto, eles também têm as mesmas cinco ações, em uma escala limitada.
Estas cinco ações são o objeto da meditação. Elas estão associadas a todos os estágios da cognição: a criação é o início de uma percepção ou pensamento, a manutenção é residir nele, a dissolução é o retorno da consciência ao seu centro. Então, as duas últimas ações estão associadas ao movimento em direção à dualidade e à não-dualidade.:30
O propósito da meditação sobre as cinco ações é a sua dissolução na vacuidade. Este processo é descrito com metáforas como "hathapaka" que significa digestão violenta, devorar algo inteiro, de um só gole e "alamgrasa" – consumo completo da experiência.
Na prática, um estado de não-dualidade (Turiya) é sobreposto às cognições normais da vida diária. Pratyabhijñā não se concentra na prática formal, mas sim em uma filosofia de vida. Todos os momentos da vida são bons para a prática de pañca-kṛtya, pois todas as cognições podem levar à revelação do Ser. À medida que as experiências se acumulam no sujeito, elas devem ser transformadas em mesmidade. Através deste dispositivo o elemento cármico é eliminado das ações da pessoa, ou, em outras palavras, a dualidade é digerida das experiências.
Este processo é de observação microscópica, momento a momento, da experiência e de reformulação dela na perspectiva do sujeito não-dual. Todas as experiências tendem a deixar rastros subconscientes, principalmente os negativos. Tais experiências são reduzidas a uma "forma de semente", para brotar novamente na existência, tornando-se memórias ou padrões de comportamento. Sempre que surgem bloqueios na vida, deve-se saber que eles estão apenas dentro da própria consciência e realizar hathapaka para dissolvê-los.
Esta não é uma atividade analítica ou árida. À medida que esta prática avança, um sentimento de deleite espontâneo (camatkara), não muito diferente de uma experiência artística, consome o objeto da experiência espontaneamente, à medida que ele aparece. O próprio corpo, carregado com um intenso estado de beatitude e consciência, é expandido para além da dualidade. Neste estado, o objetivo de Pratyabhijñā é realizado dentro do corpo e da mente purificados do praticante.

### Vikalpa-kṣaya– dissolução do pensamento dualizante
A aplicação mais direta de pañca-kṛtya (a observação das cinco ações da consciência) é Vikalpa Kshaya, que significa literalmente "dissolução de pensamentos". É uma atividade pela qual o conteúdo dualizante das cognições é dissolvido em Atman, que é não-dual por excelência. O que resta chama-se avikalpa, ou seja, consciência pura.
Um conceito semelhante é citta-vṛtti-nirodha – a cessação das flutuações mentais. Este verso é a famosa definição de ioga dos Iogassutras de Patânjali. Há também semelhança com Vipassana, as tradições Zen e Dzogchen.
Ao focar no substrato da consciência pura da cognição, em vez de nos objetos externos, o praticante alcança a iluminação. As construções de pensamento dualizante devem ser eliminadas e em seu lugar brilha a luz e o êxtase da consciência pura como a verdadeira natureza da cognição.
Repetindo o gesto de vikalpa-kṣaya com todos os pensamentos, à medida que vão aparecendo, há uma transformação gradual no nível subconsciente (corpo causal), levando à identidade com Xiva. Assim, o processo lembra a poda do mato de um jardim.
Vikalpa-kṣaya também é a técnica clássica para acalmar a mente agitada. Para capturar a consciência subjacente na superfície da qual os vikalpas atuam, o iogue entra em um estado de rendição, ou, em outras palavras, uma "passividade alerta", porque o uso da força neste caso só levaria a mais agitação mental.:31
À medida que os vikalpas são consumidos na luz da consciência, ānanda também aparece. Um acúmulo de repetidas experiências de identificação com ātman em um estado de inebriamento com beatitude forma a base para um samādhi estável.
Uma série de sugestões práticas são oferecidas nos textos do Pratyabhijñā: concentrar-se em dvadasanta (acima do chacra coronário), entrar no vazio que existe entre o momento em que um pensamento termina e outro aparece, ou similarmente, no espaço existente entre a inspiração e a expiração, e concentrar-se em uma intensa emoção artística.

### Vaha-cheda– corte das correntes de energia internas
Vaha-cheda (cortar as duas correntes vitais, prāṇa e apāna) leva à iluminação ao repousar os vayus ascendentes e descendentes no coração. Ao cessar a atividade dualizadora de prāṇa e apāna, o equilíbrio é alcançado e nesta condição superior a verdadeira natureza do coração brilha. Uma indicação enigmática é pronunciar mentalmente consoantes como "k" sem a vogal de apoio ("a"). Este conceito paradoxal atua como um mecanismo para induzir um momento de hiato na atividade mental, quando a tensão e a dor são eliminadas. Tal técnica pertence ao āṇavopāya:30 (a mais baixa das três categorias de técnicas do xivaísmo da Caxemira).

### Śakti-saṅkoca– contração das energias sensoriais no coração
Śakti-saṅkoca é uma técnica de iluminação baseada na ativação do coração (o local de projeção do Atman) pela retração das energias de volta à sua fonte. Depois de deixar os órgãos dos sentidos alcançarem os objetos externos, trazendo-os de volta ao coração, todas as energias dos cinco sentidos são acumuladas internamente (pratyāhara). Assim como uma tartaruga assustada traz seus membros de volta para dentro da carapaça, o iogue deve retrair suas xáctis (energias dos sentidos) para ātman. Esta inversão dos órgãos dos sentidos visa despertar o reconhecimento da verdadeira natureza do coração.

### Śakti-vikāsa– reconhecimento do eu nos objetos dos sentidos
Śakti-vikāsa é um método para dissolver a dualidade (vikalpa-kṣaya) do fluxo de impressões sensoriais. Enquanto estiver engajado na atividade sensorial, o iogue deve permanecer centrado em ātman (seu coração), sobrepondo assim as percepções externas à luz do coração revelado. Essa atitude mental também é chamada de bhairavī mudra. Seu efeito é a realização da não dualidade da realidade externa através do reconhecimento da mesma natureza essencial (ātman, ou Xiva) em todas as cognições. Assim, o iogue alcança a estabilização de sua visão não-dual através da prática sistemática. Tanto Śakti-sankoca quanto Śakti-vikāsa são considerados técnicas śaktopāya – a categoria intermediária, da mente.:30

### Adyanta-koṭi-nibhālana– meditação no momento entre as respirações
Existe uma classe de técnicas que utilizam dois momentos especiais do ciclo respiratório para alcançar o reconhecimento da própria natureza. Se considerarmos a polaridade da corrente ascendente (prāṇa) como positiva, e a corrente oposta (apāna) como negativa, então a polaridade das correntes de energia internas chega a zero – equilíbrio – nos momentos de descanso entre a inspiração e a expiração. Esses momentos são marcados pela recitação mental das duas sílabas do mantra ajapa so-'ham ou ham-sa. O locus da atenção deve estar nas regiões do coração (anāhata) e acima da coroa (dvādaśānta). O movimento contínuo de consciência entre esses dois centros, que estão associados a duas manifestações do vazio – o vazio do coração e o vazio supremo, provoca a ativação do canal mediano (sussumnā nādī) e um estado de não-dualidade.